# Clique (vodka)
Clique és una marca de vodka, produït a Letònia i importat als Estats Units, on el ven Premier Innovations Group, una companyia amb seu al districte Strip de Pittsburgh (Pennsilvània). Clique és una vodka de gamma mitjana, amb un preu aproximat de $16 per ampolla, a diferència del vodka premium, com per exemple el Grey Goose. Això permet a la marca centrar-se en un públic relativament jove.
El vodka es va vendre per primera vegada a Pennsilvània el 2010; a Tennessee el 2011; i a Ohio i Virgínia Occidental el 2012. Al maig de 2012, Premier Innovations Group va arribar a un acord de distribució amb Total Wine & More per vendre el vodka en altres 12 estats, Puerto Rico i l'Índia. Va rebre la Medalla de Plata al Gust al San Francisco World Spirits Competition de 2012. Alguns dels patrocinis coneguts de l'empresa són: el motociclista Aaron Borello i Goldyard, un grup de música d'Atlanta.